# Konfuziustempel (Tainan)

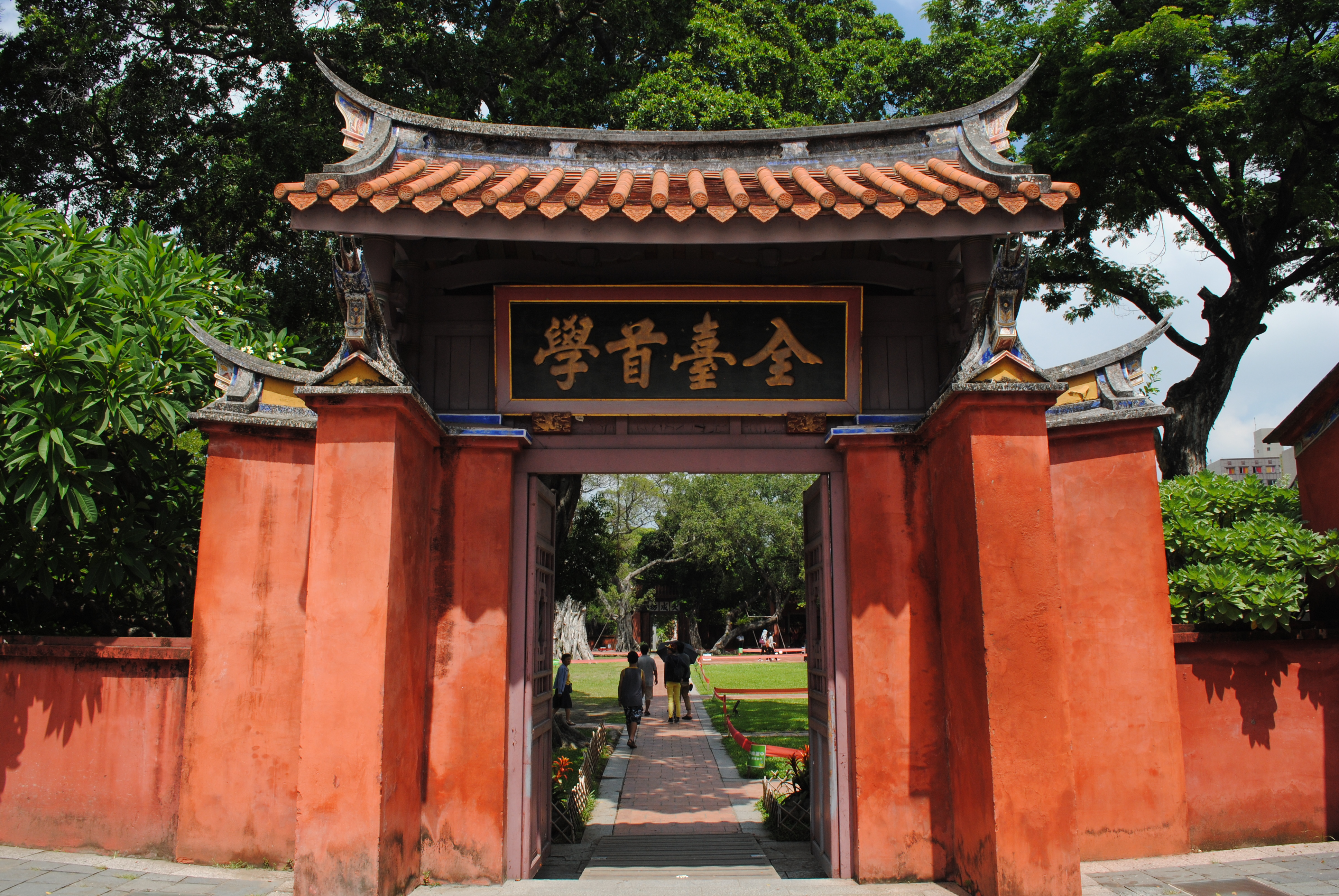
Tor mit der Überschrift Erste Schule Taiwans

Der Konfuziustempel von Tainan (chinesisch 臺南孔子廟, Pinyin Táinán Kǒngzĭ miào) ist ein Tempel  zur Verehrung des chinesischen Gelehrten Konfuzius im Bezirk Zentrum-West der taiwanischen Stadt Tainan. Erbaut im Jahr 1665, ist er der älteste Konfuziustempel Taiwans. Da er auch als Bildungsstätte diente, trägt er den Beinamen Erste Schule Taiwans (全臺首學 Quán Tái Shŏuxué). Hauptfeiertag ist der Geburtstag des Konfuzius am 28. September.

## Geschichte

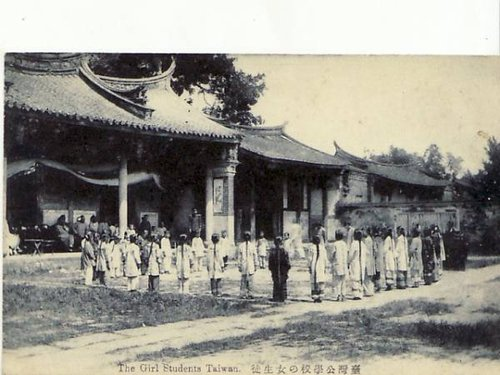
Der Tempel zu Beginn der japanischen Herrschaft

Nach der Vertreibung der Niederländer aus Taiwan durch den Feldherren Zheng Chenggong und der Gründung des Königreich Tungnings wurde der Konfuziustempel im Jahr 1665 errichtet. Neben seiner Funktion als Heiligtum diente der Tempel auch als Bildungsstätte. Nach der Übernahme Taiwans durch die Qing-Dynastie im Jahr 1683 wurde Tainan die Hauptstadt der Präfektur Taiwan und der Konfuziustempel zum zentralen Tempel der Präfektur. Über den Konfuziustempel war es – meist wohlhabenden – Taiwanern möglich, an den staatlichen Prüfungen des Kaiserreichs teilzunehmen. Im Lauf der Jahrhunderte wurde der Tempel häufig erweitert und umgebaut.
Während der japanischen Herrschaft über Taiwan verlor der Tempel seinen offiziellen Charakter und wurde als militärisches Hauptquartier, Sprachschule und Grundschule genutzt. Das Gelände wurde erheblich umgestaltet. Im Zuge einer Japanisierungskampagne in den 1930er Jahren wurde zeitweise ein Shintō-Altar aufgestellt. 
Nach der Übergabe Taiwans an die Republik China im Jahr 1945 wurde der Tempel wiederhergestellt und mehrmals renoviert. 1983 wurde der Konfuziustempel Tainan in die Liste nationaler Denkmäler aufgenommen. Um die Jahrtausendwende wurde ein Konfuziustempel-Kulturpark eingerichtet, der neben dem Tempel weitere anliegende historische Gebäude umfasst.

## Beschreibung

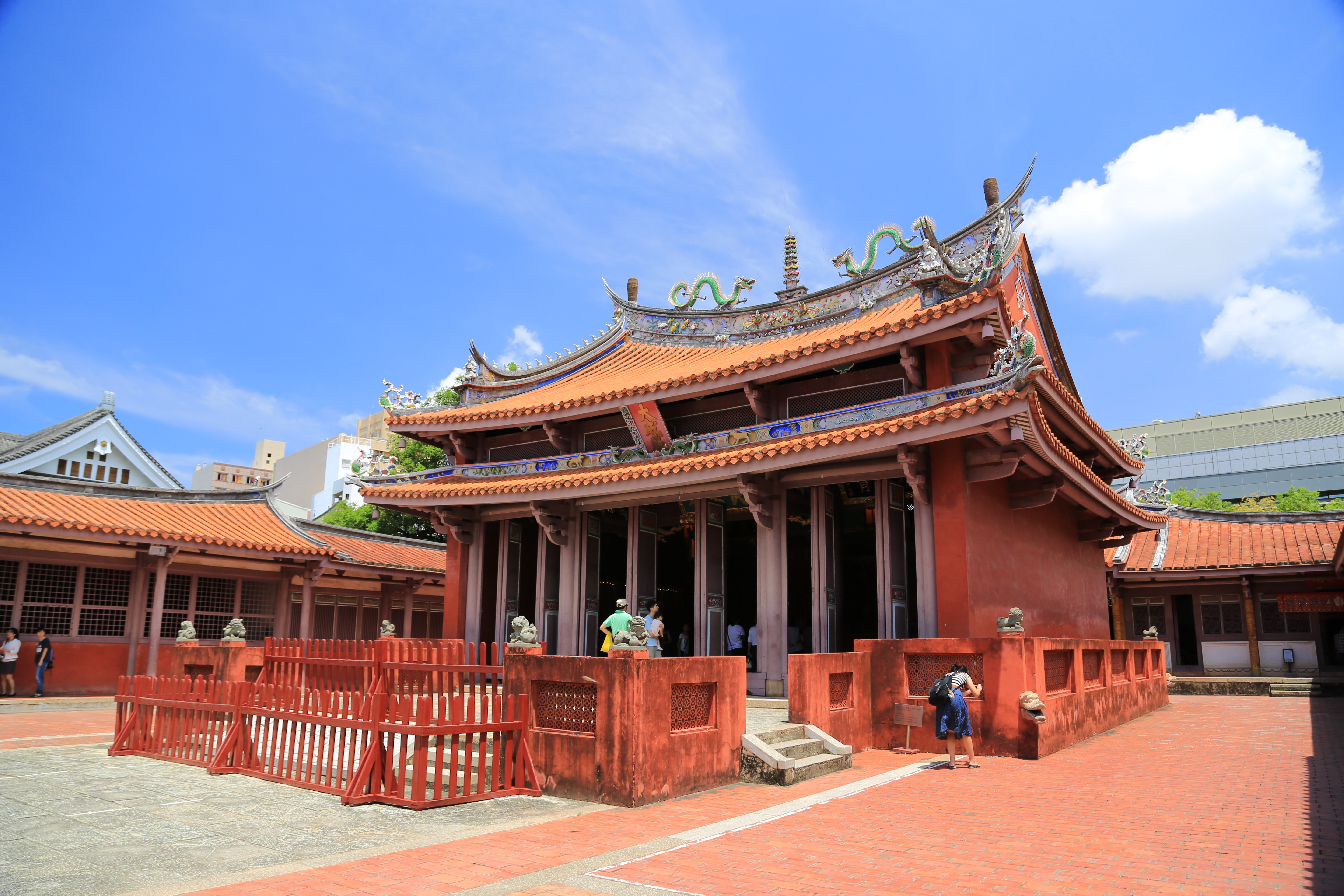
Die Dacheng-Halle

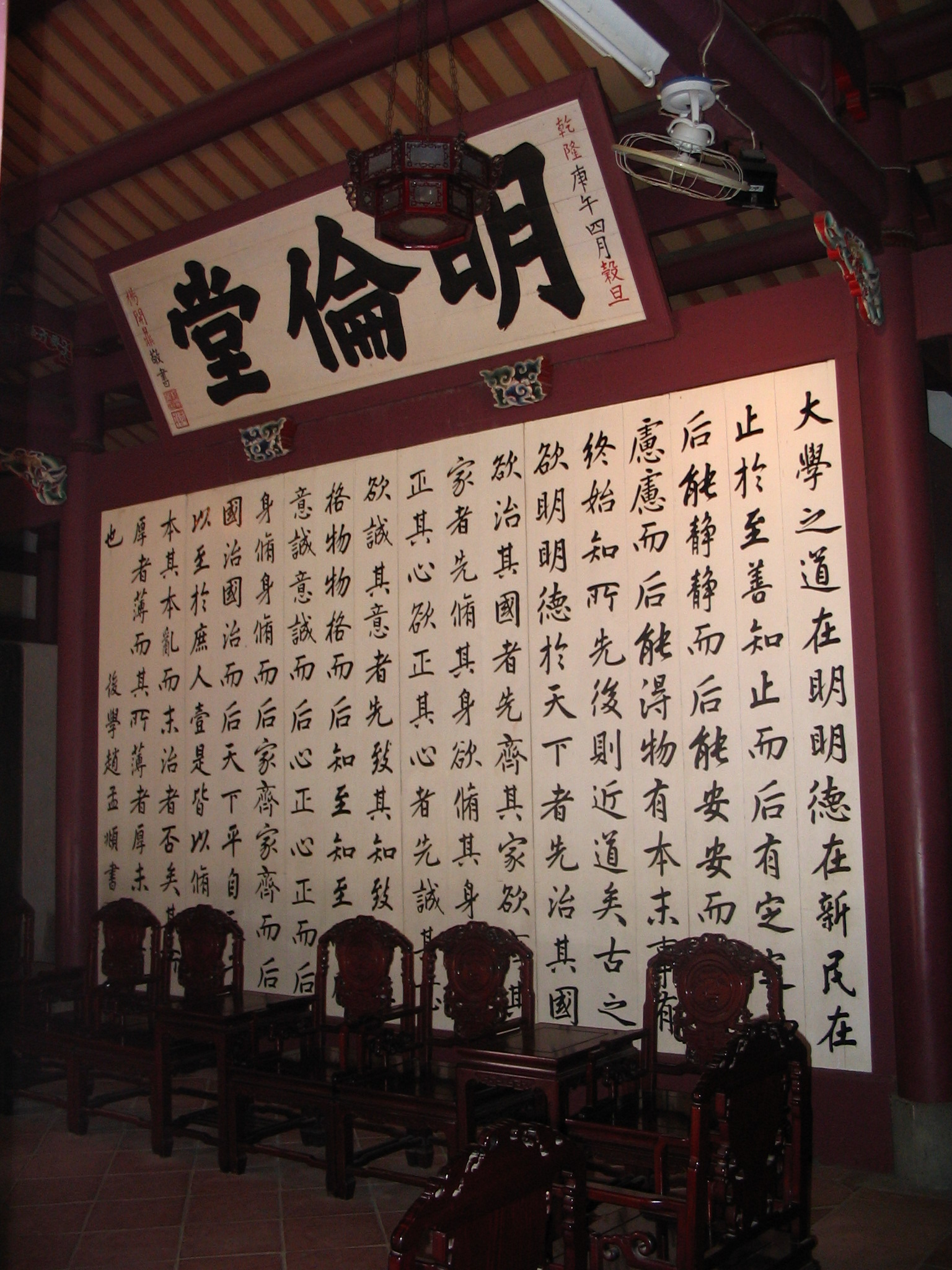
Kalligraphie in der Minglun-Halle

Das Gelände des Konfuziustempels wird heute meist durch den südöstlich gelegenen Zugang (東大成坊) mit der Überschrift 全臺首學 (Erste Schule Taiwans) betreten. Durch ihn gelangt man in den Vorhof, an dessen nördlicher Seite zur Linken der Hauptkomplex des Tempels und zur Rechten die Nebengebäude liegen.
Den Hauptkomplex betritt man durch das Dacheng-Tor (大成門), durch das man in einen Innenhof gelangt, in dem das Hauptgebäude des Tempels, die Dacheng-Halle (大成殿), liegt. Sie beherbergt die Gedenktafel für Konfuzius und ist der Ort der wichtigsten Riten. Zu beiden Seiten des Innenhofs verlaufen zwei Galerien, in denen weitere konfuzianische Persönlichkeiten mit kleineren Gedenktafeln geehrt werden. Hinter der Dacheng-Halle befindet sich der Chongsheng-Schrein (崇聖祠), in dem der Ahnen des Konfuzius gedacht wird.
Die Nebengebäude rechts vom Hauptkomplex umfassen die Minglun-Halle (明倫堂) und den Wenchang-Pavilion (文昌閣), die früher als Lehrgebäude dienten.
Wie in den meisten Konfuziustempeln üblich, befindet sich am Südrand des Geländes ein Panchi (泮池) genannter Teich.

## Verkehr und Öffnungszeiten
Die Adresse des Konfuziustempels lautet 臺南市中西區南門路2號 (No.2 Nanmen Road, West Central District, Tainan City). Vom Bahnhof Tainans aus ist er mit den Buslinien 2 und 98 zu erreichen. Das Gelände ist täglich von 8:30 bis 17:30 zu besichtigen.